# Thomas Halder
Thomas Halder (* 28. Oktober 1953 in Stuttgart-Bad Cannstatt) ist ein deutscher politischer Beamter (CDU).

## Leben

### Berufliche Laufbahn
Halder legte das Abitur in Schwäbisch Gmünd und leistete anschließend Wehrdienst. Er studierte Rechtswissenschaft an der Eberhard Karls Universität Tübingen. 1981 legte er das zweite juristische Staatsexamen ab. Von 1981 bis 1984 war er Leiter des Umweltschutzamts im  Rems-Murr-Kreis. 1984 war er Referent im Ministerium für Kultus, Jugend und Sport Baden-Württemberg in den Referaten Personal/Beamtenrecht sowie Haushalt innerhalb der Verwaltungsabteilung. Von 1984 bis 1989 war er persönlicher Referent von Kultusminister Gerhard Mayer-Vorfelder, ab 1987 übernahm er zusätzlich die stellvertretende Leitung der Zentralstelle des Ministeriums. Von 1989 bis 1993 war er schließlich Leiter der Zentralstelle des Ministeriums. Von 1993 bis 2001 war er als Ministerialdirigent Leiter der Abteilung Sport und Jugend im Kultusministerium. 2002 übernahm er die Leitung der Abteilung Schulorganisation, Europa, Medien des Ministeriums.
2003 wurde er zum Ministerialdirektor und Amtschef des Kultusministeriums berufen. In diesem Amt folgte ihm Wolfgang Fröhlich nach. Ab 2006 hatte Halder dieselben Funktionen im Ministerium für Arbeit und Soziales Baden-Württemberg inne. Nach der Bildung des grün-roten Kabinetts Kretschmann I wurde er im Mai 2011 in den einstweiligen Ruhestand versetzt. Ihm folgte Jürgen Lämmle nach.
2012 klagte Halder gemeinsam mit seinen CDU-Kollegen Albrecht Rittmann und Klaus Tappeser erfolglos gegen die Versetzung in den einstweiligen Ruhestand. Laut Beamtenstatusgesetz können Beamte „jederzeit in den einstweiligen Ruhestand versetzt werden, wenn sie ein Amt bekleiden, bei dessen Ausübung sie in fortdauernder Übereinstimmung mit den grundsätzlichen politischen Ansichten und Zielen der Regierung stehen müssen“.
Von 2011 bis 2019 war Halder Geschäftsführer des Verbands der Privaten Hochschulen.

### Ehrenamtliches Engagement
Halder war von 2007 bis 2024 Mitglied des Vorstands des Württembergischen Fußballverbands. 2016 kandidierte er erfolglos um die Präsidentschaft des Landessportverbands Baden-Württemberg.
Von 2011 bis 2022 war Halder Vorsitzender des Stiftungsrates der Stiftung Haus Lindenhof.
Seit 2021 ist Halder Co-Vorsitzender der Kommission zur Aufarbeitung sexuellen Missbrauchs durch kirchliche Beschäftigte in der Diözese Rottenburg-Stuttgart.

### Persönliches
Halder ist römisch-katholisch, verheiratet und hat drei Kinder. Er lebt im Schwäbisch Gmünder Stadtteil Straßdorf.